# Akodon budini
Akodon budini är en däggdjursart som först beskrevs av Thomas 1918.  Akodon budini ingår i släktet fältmöss, och familjen hamsterartade gnagare. IUCN kategoriserar arten globalt som livskraftig. Inga underarter finns listade i Catalogue of Life.
Denna fältmus förekommer vid Andernas östra sluttningar i norra Argentina och angränsande områden av Bolivia. Arten vistas där i skogar mellan 800 och 2500 meter över havet.